# Wolodymyr Schamenko
Wolodymyr Wolodymyrowytsch Schamenko (ukrainisch Володимир Володимирович Шаменко, wiss. Transliteration Volodymyr Volodymyrovyč Šamenko; * 8. August 1972 in Taras, Kasachische SSR) ist ein ehemaliger ukrainischer Turner.

## Erfolge
Wolodymyr Schamenko gewann 1994 bei den Weltmeisterschaften in Dortmund im Mannschaftsmehrkampf die Bronzemedaille. Zwei Jahre darauf nahm er an den Olympischen Spielen in Atlanta teil. Im Einzelmehrkampf belegte er in der Qualifikation Rang 21 und verpasste auch an allen Einzelgeräten die Finalqualifikation teils deutlich. Am Boden erreichte er Rang 46, am Reck Rang 27, am Barren Rang 20, beim Sprung Rang 49, am Pauschenpferd Rang 48 und an den Ringen Rang 25. Sein größter Erfolg gelang Schamenko schließlich im Mannschaftsmehrkampf. Mit Jurij Jermakow, Ihor Korobtschinskyj, Hryhorij Missjutin, Oleh Kossjak, Rustam Scharipow und Oleksandr Switlytschnyj erzielte er mit insgesamt 571,541 Punkten das drittbeste Ergebnis hinter der russischen Turnriege und der Mannschaft aus China, womit die Ukrainer mit einem Vorsprung von nur 0,2 Punkten vor der viertplatzierten belarussischen Mannschaft die Bronzemedaille gewannen.
Er ist mit der ehemaligen Turnerin Ljudmila Stowbtschataja verheiratet.